# 警視庁美人局
『警視庁美人局』（けいしちょうびじんきょく）は山口譲司による日本の漫画作品。『スーパージャンプ』（集英社）2007年2号から2009年2号まで連載された。

## 美人局（びじんきょく）とは
正式名称は警視庁特別捜査支援室82課。痴漢などの性犯罪者を取り締まるための専門部署として秘密裏に設立される。全国から集められた美人警官で構成されていることから美人局と呼ばれる。その美貌を生かしたハニートラップ（いわゆる美人局〈つつもたせ〉）によるおとり捜査を得意とする。

## 登場人物

### 美人局
爽尻 愛（さわじり あい）
物語の主人公。美しい尻を見込まれ、美人局に配属される。バストは90のDカップ。本人によると、よせてあげれば92のEカップらしい。
勝炉 利香（すぐろ りか）
童顔・幼児体型で、ロリコンを担当。
大黒 満子（おおぐろ みつこ）
美人局の課長。
大地 千佳（だいち ちか）
Gカップの巨乳を武器にした潜乳捜査を担当。
知蘭 樹里（ちらん じゅり）
下着絡みの捜査を得意とする。通称ランジェリー刑事。
持畑 真紀（もちはた まき）
華やかな美人局にあっては物静かで地味な印象。モチ肌を武器とする。
脚辺 美子（あしべ よしこ）
美人局で一番の美脚の持ち主。
泉 温子（いずみ あつこ）
温泉に出没する覗き魔や盗撮魔の逮捕を得意とする。
大出 露那（おおいで つゆな）
公然わいせつギリギリの露出を駆使する。
小俣 咲（おまた さき）
非常に柔軟な身体を活かし、段ボール箱などの狭いところに身を隠す。
艶崎 香（つやさき かおる）
美人局の最終兵器。あふれるフェロモンで男だけでなく女までもメロメロにする。あまりの威力に普段は自宅待機をしている。
泡島 涼子（あわしま りょうこ）
美人局の格闘インストラクター。危険な状態から寝技を使った逆転逮捕術を教える。
生天目 瞳（なまため ひとみ）
清らかな瞳であらゆる隠しごとを白状させてしまう。
無元 美恵子（なしもと みえこ）
ノーパンで相手を幻惑する。露出狂の気もあり自ら股間をさらけ出すことに快感を感じている。
薄井 影子（うすい かげこ）
非常に影が薄く、透明人間なみに周囲に存在を感じさせない。
鬼頭 魔子（きとう まこ）
乳首を使ったダウジングで探し物を見つけ出す。
上羽 みい（うわば みい）
酒を飲めば飲むほど強くなる酒豪。
瓜爪 エリ子（うりつめ エリこ）
強化セラミックの付け爪を武器とする。普段はプロ並みのネイルアーティストとして美人局のメンバーにネイルケアをしている。
花華 菊（はなが きく）
犬なみの嗅覚であらゆる匂いから犯人像を割り出す。

### その他
BT
股間をBTと書かれた黒いバラで隠している女怪盗。乳刑事を上回る巨乳だが、実は義乳だった。
ドロボウグモ
黒いレオタード姿の女怪盗。蜘蛛のようにロープを自在に操る。女性の性感帯を刺激する拘束術とバイブによる刺激で警視庁美人局の面々を手玉にとる。しかし、爽尻にローションまみれにされ、得意技を封じられ逮捕された。
椿 座丸（つばき ざまる）
山口譲司がかつて連載していた『BOiNG』からカメオ出演。スポーツジム「ボインピア」のインストラクターとして美しいボイン形成のためのエクササイズを行う。

## 単行本
- 山口譲司 『警視庁美人局』 集英社〈ジャンプコミックスデラックス〉、全4巻
  1. 2007年9月4日発売 ISBN 978-4-08-859670-9
  2. 2008年4月4日発売 ISBN 978-4-08-859702-7
  3. 2008年11月4日発売 ISBN 978-4-08-859741-6
  4. 2009年4月3日発売 ISBN 978-4-08-859767-6